# Nuit européenne de la chauve-souris
 (décembre 2018).
La Nuit européenne de la chauve-souris (« European Bat Night » en anglais) est le nom d'un événement annuel, de vulgarisation et de communication, organisé par des spéléologues et des naturalistes chiroptérologues européens.
Cette manifestation a pour but d'attirer l'attention du grand public sur ces animaux soumise à des menaces qui pèsent sur sa survie à terme. Cette manifestation qui a lieu traditionnellement lors d'un week-end de fin d'été, attire de plus en plus de monde[réf. souhaitée], en famille, répartis sur de nombreux sites d'observation en Europe.
Les lieux d'observation les plus fréquentés se trouvent généralement en Grande-Bretagne, France, Allemagne, Suisse. En Hongrie, Belgique et Pologne la popularité de cette manifestation s'accroît[réf. souhaitée].
Selon les organisateurs, le contenu de la manifestation prend des formes différentes : conférences, expositions, ateliers d'observation, de détection…